# Юган Ульссон
Юган Ульссон (швед. Johan Olsson, 18 березня 1980) — шведський лижник, олімпійський чемпіон, чемпіон світу. 
Свою першу олімпійську нарогоду, бронзову, Ульссон виборов у складі збірної Швеції в естафетній гонці на Туринській олімпіаді. У Ванкувері збірна Швеції, до складу якої, входив Ульссон, фінішувала першою, що принесло йому звання олімпійського чемпіона. Крім того Ульссон привіз із Канади ще дві бронзові медалі — у дуатлоні та в найпрестижнішій гонці на 50 км вільним стилем.
Свою другу золоту олімпійську медаль Ульссон виборов у на Олімпіаді 2014 в Сочі, також в естафеті. Крім того він був другим у гонці на 15 км вільним стилем. 
Юган Ульссон одружений із олімпійською чемпіонкою Анною Ульссон (Дальберг).